# فهرست دانشگاه‌ها در اوکراین

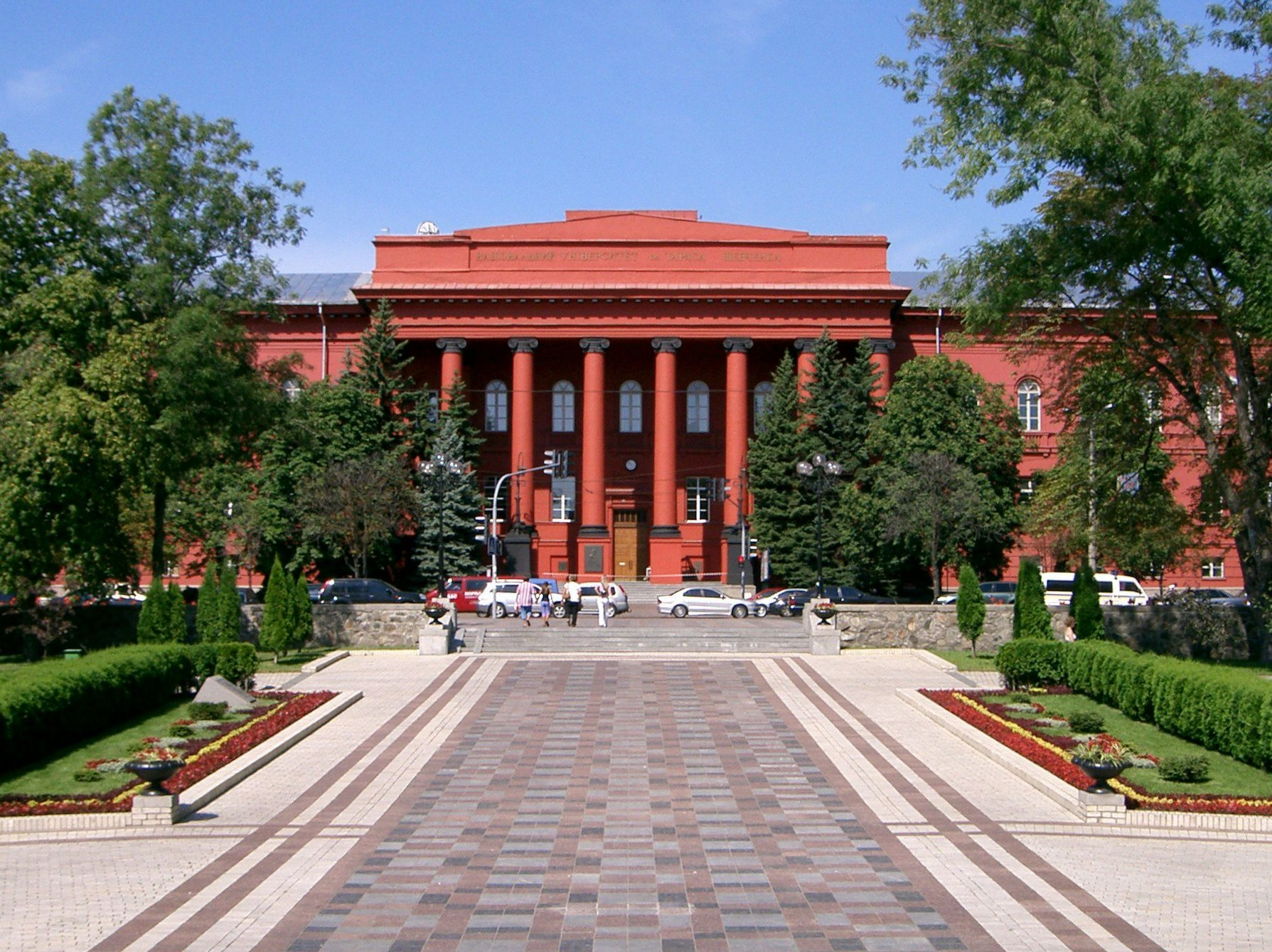
دانشگاه ملی تاراس شفچنکو کیف

در زیر فهرست دانشگاه‌ها اوکراین که دارای مجوز رسمی سه و چهار (به اوکراینی: Список вищих навчальних закладів України III та IV рівнів акредитації) می‌باشند آورده شده است.

## استان خارکیف
- آکادمی دولتی هنر و دیزاین خارکیف
- دانشگاه ملی هوا و فضای خارکف خائی named after NE Zhukovsky
- دانشگاه خارکف

## کی‌یف
- دانشگاه بین‌المللی کیف
- دانشگاه ملی زبان‌شناسی کیف
- مؤسسه پلی‌تکنیک کیف
- آکادمی ملی موسیقی چایکوفسکی
- دانشگاه ملی هوانوردی
- دانشگاه ملی تاراس شفچنکو کیف
- دانشگاه ملی کیف تجارت و اقتصاد